# Gilbert Vandersmissen
Gilbert Vandersmissen is een personage in de VTM-televisieserie Familie. Het personage werd gespeeld door Carry Goossens.

## Overzicht
Gilbert was als eigenaar van de confectieketen F@C (Fashion at Sea) de hoofdsponsor van een clubje wielertoeristen dat café Jan & Alleman als nieuwe uitvalsbasis koos. Hij was jaren getrouwd met Colette Vermeir, maar had tegelijkertijd een affaire met zijn pr-verantwoordelijke Caroline De Meester.
Gilbert was een geboren zakenman. Hoewel hij maar tot zijn zestiende naar school was geweest, wist hij in een mum van tijd de top te bereiken. Toen Mathias Moelaert met hem in contact kwam, startten de twee onmiddellijk de besprekingen rond een eventuele samenwerking tussen F@C en MVM.
Gilbert kwam in nauwe schoentjes te zitten, toen zijn echtgenote Colette terugkeerde uit het buitenland en haar deel van de aandelen in F@C wilde verkopen om definitief te breken met haar verleden. Hij trachtte Mathias ervan te overtuigen mee in de zaak te stappen. Niet veel later zakte Gilbert in elkaar tijdens een vergadering van de wielerclub. Alle hulp kwam te laat na een hartaderbreuk.